# Макарій (митрополит Московський)
Митрополит Макарій (у миру — Михайло; бл. 1482, Москва — 31 грудня 1563, Москва) — митрополит Московський і всієї Русі (з 1542 року), в 1526—1542 роках — архієпископ Новгородський. Прихильник йосифлянства, послідовник Йосипа Волоцького. Канонізований Російською церквою в лику святителів, пам'ять здійснюється 30 грудня (12 січня).

## Життєпис
Народився близько 1482 року в Москві в сім'ї благочестивих батьків. При хрещенні він був названий в честь ім'я Архістратига Михаїла. Відомо, що батька його звали Леонтій. Батько Михайла, очевидно, незабаром після народження сина помер. Мати його згодом прийняла чернечий постриг з ім'ям Єфросинія.
Вирішивши обрати для себе чернечий шлях, вступив послушником в Різдва Богородиці Пафнутієво-Боровський монастир. При постригу був названий на честь знаменитого православного аскета-пустельника преподобного Макарія Єгипетського. Майбутній святитель поступив в монастир преподобного Пафнутия, коли Йосип Волоцький його покинув. Тим не менш вплив волоцького ігумена на майбутнього митрополита досить великий. «Просвітителя» святитель цитує часто, називаючи цей твір «світилом Православ'я».

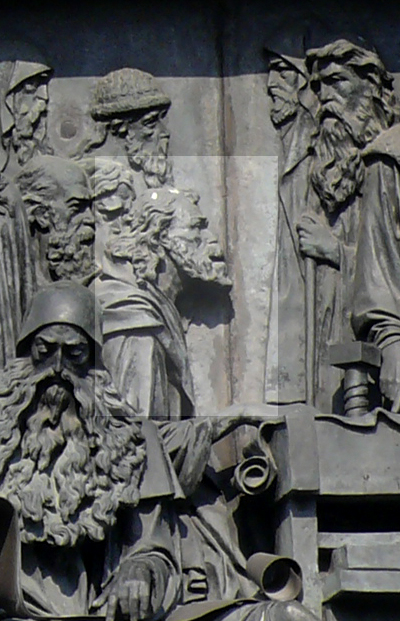
Митрополит Макарій на Пам'ятнику «1000-річчя Росії» в Великому Новгороді

У 1523 році став ігуменом Лужецького Богородицького монастиря в Можайську. У 1526 році Макарій був висвячений на архієпископа Новгородського і Псковського. Новгородська кафедра до цього часу була без архієрея 17 років. Багаторічна відсутність єпархіального владики не кращим чином позначилося на стані справ. Необхідні заходи були спрямовані на реалізацію рішень соборів 1503-1504 років. Було заборонено спільне проживання в монастирі іноків та інокинь. У жіночих монастирях ігумени були замінені на ігумень. Служити в жіночих монастирях було наказано білим священикам. Світські особи, які проживали при монастирях, звідти були видалені. Будучи послідовним прихильником сильного монастирського господарства, новий архієпископ доклав чималих зусиль для переходу новгородських монастирів на чернецький статут. Ще в 1528 році в єпархії з 24 монастирів загальножительними були тільки чотири, решта — осібножительні. Святитель Макарій, переконуючи ігуменів монастирів, домігся того, що до кінця його служіння в новгородській єпархії число кіновій досягла вісімнадцяти.
Макарій сприяв складанню нового Владичного літописного зводу. Багато уваги владика приділяв реставрації старовинних ікон і храмів, в Софійському соборі були поновлені фрески. Тут же, в Новгороді, була зроблена перша спроба зібрати воєдино всі книги «в русской земле чтомые», перша редакція знаменитих «Макаріївских міней». У звід входили як житія святих, так і дидактичні та богословські твори. У 1541 році всі 12 томів зводу були передані в бібліотеку Софійського собору.
Зведений на митрополичий престол 19 березня 1542 року боярською групою князів Шуйських, що правила при малолітньому Іванові Грозному. В цьому сані Макарій змінив скинутого Шуйскими митрополита Іоасафа. Однак незабаром він, як і його попередник Іоасаф, став виступати проти Шуйських. Володіючи значним впливом на юного царя, він сприяв відстороненню Шуйських від влади, яке сталося в грудні 1543 року. Після цього Макарій суттєво впливав на політику Івана Грозного, входячи в так звану «Обрану раду». Він вінчав на царство Івана Грозного (1547 рік), сприяв його шлюбу з Анастасією Захариною.

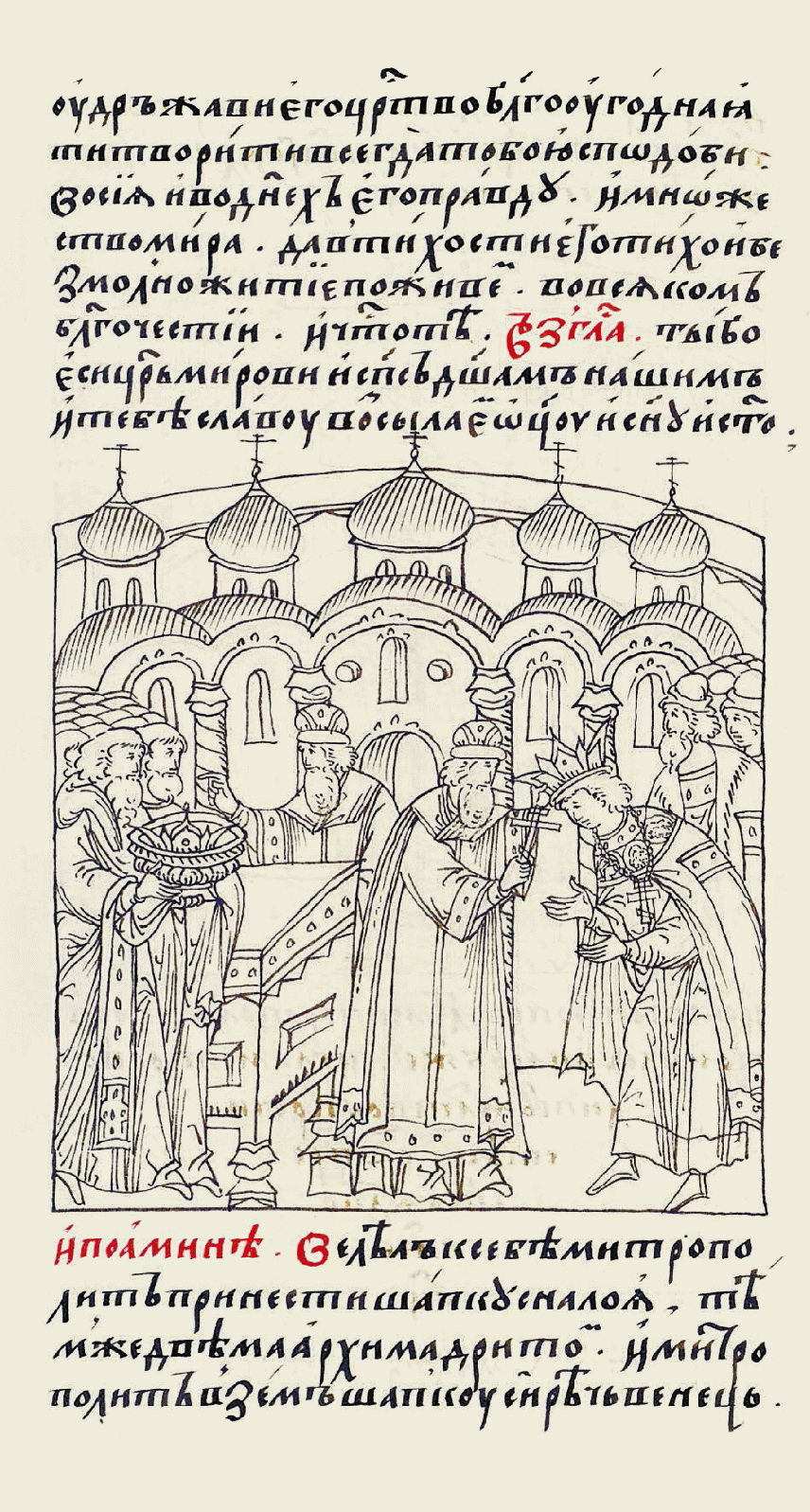
Митрополит Макарій благословляє Івана Грозного під час вінчання на царство. Мініатюра з Царственої книги. 1560-ті роки (?)

У 1542 році за велінням Макарія був побудований храм Святителя Миколи.
У 1547 і 1549 роках скликав у Москві два собори, на яких була проведена велика робота по канонізації московських святих. В зв'язку з прославлянням нових святих під керівництвом митрополита була проведена велика робота щодо складання житій.
При ньому в 1551 році відбувся знаменитий Стоглавий Помісний собор Російської православної церкви. Співчуваючи йосифлянам, що домінували на Стоглавому соборі, він не допустив прийняття закону про секуляризацію монастирських земель. Цей закон хотів ввести протопоп Сильвестр.
Чимало зусиль Макарій доклав щодо організації на Москві книгодрукуванню. При ньому була відкрита в Москві перша друкарня для друкування священних і богослужбових книг.
Після падіння Обраної ради в 1560 році Макарій — єдиний з її членів не був підданий переслідуванням. 
3 грудня 1563 року митрополит Макарій сповістив царя, що через немочі має намір залишити митрополію і «отъити на молчалное житіє» на місце свого постриження в Пафнутієвий монастир. Государ разом із спадкоємцем з'явився на митрополиче подвір'я і благав його не залишати митрополії. Тільки 21 грудня він дав згоду залишатися на кафедрі, але через 10 днів, в останній день 1563 року, владика Макарій помер. 1 січня 1564 року відбулося його поховання в Успенському соборі.
Канонізований в лику святителів на Помісному соборі Російської православної церкви в 1988 році.